# Klaus Allofs

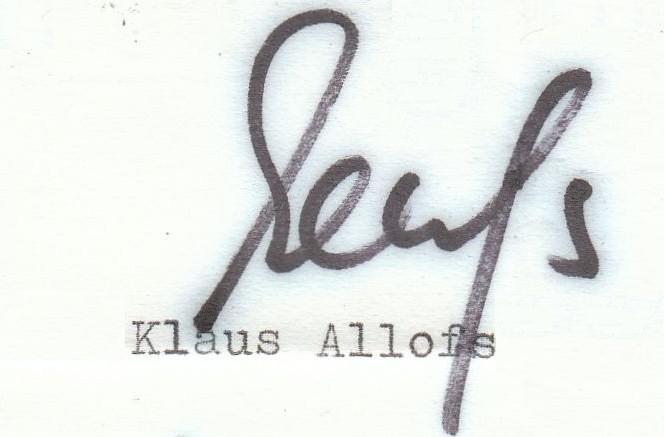
Autogramm von Klaus Allofs aus der Saison 1978/79

Klaus Allofs (* 5. Dezember 1956 in Düsseldorf) ist ein ehemaliger deutscher Fußballspieler und heutiger -funktionär. Seit September 2020 gehört er dem Vorstand von Fortuna Düsseldorf an.
Sein Bruder Thomas ist ebenfalls ein ehemaliger Profi-Fußballer.

## Spielerlaufbahn

### Verein
Allofs begann das Fußballspielen zusammen mit seinem Bruder Thomas bei der TuS Gerresheim in Düsseldorf.

#### Fortuna Düsseldorf
Seine Profikarriere begann bei Fortuna Düsseldorf. Zur Saison 1975/76 stieß Allofs zum Profikader der Düsseldorfer und kam in seinem ersten Jahr auf zwölf Einsätze, blieb aber ohne Torerfolg in der Liga. Sein Debüt gab er dabei am 7. Spieltag, dem 13. September 1975, gegen Eintracht Braunschweig, als ihn Trainer Josef Piontek in der 79. Minute für Egon Köhnen einwechselte. In jener Spielzeit kam er auf elf weitere Partien, musste aber bis zum 34. Spieltag warten, ehe er in der Startelf aufgestellt wurde und 90 Minuten auf dem Platz stand. Am 13. Dezember 1975 kam Allofs zu seinem ersten Pflichtspieltreffer für die Fortunen: Im Hinspiel des DFB-Pokals gegen den VfL Bochum erzielte er den zwischenzeitlichen 3:2-Führungstreffer. Nachdem er in seinem ersten Profijahr im Schatten von Spielern wie Dieter Brei, Wolfgang Seel und Gerd Zewe gestanden hatte, entwickelte er sich im Folgejahr zum Stammspieler und war neben Dieter Brei und Josef Hickersberger im Mittelfeld der Düsseldorfer gesetzt. Gegen den MSV Duisburg erzielte Allofs dann am 23. Oktober 1976 auch seinen ersten Bundesligatreffer, als er Torhüter Gerhard Heinze zum 2:0-Endstand überwand. Nachdem Allofs auch 1977/78 noch mehr im Mittelfeld eingesetzt worden war, stellte ihn der neue Trainer Hans-Dieter Tippenhauer im Sturm auf. Allofs erzielte in der Saison 1978/79 22 Treffer und bestätigte damit das Vertrauen des Trainers. Beim 7:1-Sieg der Düsseldorfer gegen Bayern München am 9. Dezember 1978 gab er zwei Torvorlagen und erzielte zwei Tore selbst. Nach dem 0:7 der Bayern aus der Saison 1976/77 gegen den FC Schalke 04 war es die zweithöchste Niederlage in der Bundesligageschichte der Münchner.
In der Saison 1978/79 gewann Allofs seinen ersten nationalen Titel: Über die Stuttgarter Kickers, den VfR Heilbronn, Alemannia Aachen, den MSV Duisburg, Bayer Leverkusen und den 1. FC Nürnberg zogen die Düsseldorfer ins Finale um den DFB-Pokal ein. Dort stand die Mannschaft dem Team von Hertha BSC gegenüber. Nachdem das Spiel nach der regulären Spielzeit torlos geblieben war, entschied Wolfgang Seel mit seinem Tor in der 116. Minute das Spiel zu Gunsten der Fortunen. Allofs stand dabei über die gesamten 120 Minuten auf dem Platz. Bereits im Vorjahr war Allofs mit seiner Mannschaft ins Finale eingezogen, musste sich aber mit 0:2 dem 1. FC Köln geschlagen geben. Da die Kölner im selben Jahr deutscher Meister wurden, war Fortuna Düsseldorf berechtigt, im Europapokal der Pokalsieger der Saison 1978/79 zu starten. Bei diesem sorgten sie für Aufmerksamkeit. Bereits beim ersten internationalen Auftritt Allofs’ gegen den FC Universitatea Craiova am 13. September 1978 erzielte er ein Tor beim 4:3-Erfolg. Im Halbfinalhinspiel gegen Banik Ostrau traf er doppelt und leitete damit den Finaleinzug ein. Im Endspiel wartete der FC Barcelona mit Spielern wie Hans Krankl, Juan Manuel Asensi und Johan Neeskens. Nach Verlängerung entschieden die Spanier die Partie 4:3 für sich. In der 7. Minute konnte sein Bruder Thomas dabei zum 1:1 ausgleichen. 1979/80 konnte Fortuna den Pokal verteidigen. In fünf Spielen bis zum Endspiel steuerte Allofs neun Tore bei und war demnach maßgeblich am erneuten Erfolg beteiligt. Im Finale allerdings blieb er ohne Tor.
Siehe auch:
- Europapokal der Pokalsieger 1978/79

#### 1. FC Köln
1981 wechselte Allofs für die damalige Rekordsumme von 2,25 Millionen DM zum 1. FC Köln. Anfangs hatte er dort noch Schwierigkeiten, wurde aber schnell zum Stammspieler und Leistungsträger. Bis 1985 steigerte er seine Torausbeute jährlich und wurde in diesem Jahr mit 26 Treffern zum zweiten Mal nach 1979 Torschützenkönig. Er lag dabei mit einem Treffer vor Rudi Völler. Dabei erzielte er am 6. Spieltag beim 6:1-Heimerfolg gegen Borussia Dortmund vier Treffer. Zur Folgespielzeit war Allofs nicht mehr so effektiv und erzielte in 24 Spielen nur sieben Treffer, fand aber zur Saison 1986/87 zu alter Stärke zurück und war mit 14 Toren wieder Kölns bester Torschütze.
Der einzige Titel in der Kölner Zeit war der Gewinn des DFB-Pokals 1983 durch ein 1:0 über den Lokalrivalen Fortuna Köln. Es war Allofs’ einziges Pokalspiel der Saison. In der 90. Minute wurde er gegen Frank Hartmann ausgetauscht. Daneben zog er mit dem FC ins Finale um den UEFA-Pokal ein. Im internationalen Wettbewerb von 1985/86 wurde über Sporting Gijón, Bohemians Prag, Hammarby IF, Sporting Lissabon und den SV Zulte Waregem der Weg ins Finale geebnet. Allofs schoss dabei neun Tore, allein fünf in den beiden Halbfinalbegegnungen gegen Zulte-Waregem. In der ersten Begegnung des Finales mit Real Madrid erzielte er den 1:0-Führungstreffer, konnte damit aber den 5:1-Sieg von Real nicht verhindern. Zwar gewann Allofs mit dem FC das Rückspiel mit 2:0, scheiterte aber zum zweiten Mal im Finale eines europäischen Pokalwettbewerbs an einem Team aus Spanien.
Siehe auch:
- UEFA-Pokal 1985/86

#### Frankreich
Im Sommer 1987 wechselte Allofs nach Frankreich zu Olympique Marseille, wo er auf Karlheinz Förster traf, der dort bereits seit 1986 spielte. Nachdem er in seinem ersten Jahr noch Stammspieler gewesen war und 13 Treffer erzielt hatte, kam er in der darauffolgenden Saison zu weniger Einsätzen. Marseille wurde in dieser Spielzeit Französischer Meister, wobei das Team um einen Sieg besser als Vizemeister Paris Saint-Germain war. Außerdem konnte mit dem nationalen Pokal das Double perfekt gemacht werden. Dabei erzielte er im Endspiel der Coupe de France 1988/89 beim 4:3-Erfolg gegen die AS Monaco den Treffer zur zwischenzeitlichen 4:1-Führung.
Innerhalb der Division 1 wechselte Allofs 1989 nach dem Gewinn des Doubles zu Girondins Bordeaux. Dort hatte er seine persönlich erfolgreichste Zeit in Frankreich. Mit 14 Treffern verhalf er dem Team zum zweiten Platz hinter Marseille. Während der drei Jahre in Frankreich spielte er nur in der Saison 1987/88 im Europapokal.

#### Werder Bremen
1990 kehrte der inzwischen 33-Jährige kurz nach dem Saisonbeginn in der Ligue 1 wieder in die Bundesliga zurück. Sein ehemaliger Trainer aus Düsseldorfer Zeiten, Otto Rehhagel, holte ihn zum SV Werder Bremen und gewann gemeinsam mit ihm drei Titel. Schon im ersten Jahr bei Werder erzielte er zusammen mit seinem Sturmpartner Wynton Rufer 25 der 46 Bremer Saisontore. Dies reichte für den dritten Platz in der Liga. Noch besser verlief es in jenem Jahr im DFB-Pokal: Die Bremer zogen ins Finale ein, in dem Allofs auf seinen alten Arbeitgeber, den 1. FC Köln, traf. Da es nach 90 Minuten und Verlängerung 1:1 stand, entschied das Elfmeterschießen. Nachdem der Kölner Andrzej Rudy verschossen hatte, war Allofs erster Schütze des SV Werder. Der Kölner Torwart Bodo Illgner wehrte seinen Schuss ab. Am Ende setzte sich Werder dennoch mit 5:4 durch und war für den Pokal der Pokalsieger im Folgejahr qualifiziert. Die Bremer kamen auch hier ins Finale, in dem man auf den AS Monaco traf. Allofs brachte sein Team mit 1:0 in Führung, ehe Rufer nach Vorarbeit von Allofs das Tor zum 2:0-Endstand markierte. So gewann Allofs doch noch einen internationalen Titel auf Vereinsebene.
In der Spielzeit 1992/93 wurde Allofs durch jüngere Konkurrenten wie Frank Neubarth, Marco Bode, Stefan Kohn und Bernd Hobsch verdrängt und sah sich vermehrt in der Rolle des Zuschauers. Trotzdem durfte er sich über den Gewinn seiner ersten deutschen Meisterschaft freuen, konnte für diese aber keinen eigenen Treffer beisteuern. Nach jener Saison beendete Allofs seine Karriere im aktiven Fußballgeschäft.

### Nationalmannschaft
In der deutschen A-Nationalmannschaft absolvierte er zwischen 1978 und 1988 56 Spiele, erzielte dabei 17 Tore und führte das Team siebenmal als Kapitän an.
Sein Debüt in der Nationalmannschaft gab er am 11. Oktober 1978 in Prag beim 4:3-Sieg über die Tschechoslowakische Fußballnationalmannschaft, als er für Ronald Worm eingewechselt wurde. Zu seinem ersten Tor kam er am 12. September 1979 im Spiel gegen Argentinien, als er zum 1:0 traf und damit den 2:1-Sieg einleitete.
Seinen größten Erfolg errang Allofs 1980, als er mit der deutschen Nationalmannschaft die Europameisterschaft gewann und bei diesem Turnier Torschützenkönig wurde. Dabei absolvierte er für die DFB-Auswahl drei der vier möglichen Spiele und war neben Horst Hrubesch und Karl-Heinz Rummenigge im Sturm gesetzt. Alle seine drei Turniertreffer erzielte er im Spiel gegen die Niederlande, in dem er die Deutschen mit 3:0 in Führung brachte. Johnny Rep und Willy van de Kerkhof verkürzten noch auf 3:2, konnten das Spiel aber nicht mehr wenden. Für seine Leistungen im Turnier zeichnete ihn Bundespräsident Karl Carstens mit dem Silbernen Lorbeerblatt aus.
Zwar berücksichtigte Nationaltrainer Jupp Derwall Allofs für die Weltmeisterschaft 1982 nicht, er sollte aber zwei Jahre später beim EM-Turnier wieder dabei sein. Nach dem EM-Triumph von 1980 scheiterte die Mannschaft 1984 in Frankreich bereits nach der Vorrunde. Allofs war in allen drei Partien über 90 Minuten auf dem Platz, ein Tor gelang ihm nicht. 1986 nominierte ihn Teamchef Franz Beckenbauer für den Kader der deutschen Auswahl zur Weltmeisterschaft in Mexiko. Dort wurde die Mannschaft Vize-Weltmeister, wobei Allofs in allen Spielen auflief und nur im Finale zur Halbzeit gegen Rudi Völler ausgewechselt wurde. Im Turnier erzielte er zwei Tore.
Am 31. März 1988 kam Allofs zu seinem letzten Einsatz für Deutschland. Im Freundschaftsspiel gegen Schweden erzielte er einen Treffer. Zur Halbzeit wurde er für Dieter Eckstein ausgewechselt.

### Wissenswertes
Allofs schoss in 424 Bundesligaspielen 177 Tore, womit er torgleich mit Dieter Müller auf Rang neun der ewigen Torschützenliste der Fußball-Bundesliga steht. 1979 (Fortuna Düsseldorf) und 1985 (1. FC Köln) wurde er Torschützenkönig der Bundesliga. Er war der erste Spieler, der dies bei zwei Vereinen schaffte. 1980 wurde er DFB-Pokal-Torschützenkönig. Durch seine Titel mit Fortuna Düsseldorf, dem 1. FC Köln und Werder Bremen ist er neben Thomas Kroth, Thorsten Legat und Ivan Perišić einer von bislang vier Spielern, die den DFB-Pokal mit drei verschiedenen Vereinen gewinnen konnten. Dabei gewann er den Pokal mit Kroth (1983 mit dem 1. FC Köln) einmal gemeinsam.
Seit September 2018 erinnert eine Informationsstele vom Förderkreis Industriepfad Düsseldorf-Gerresheim an die Bedeutung der TuS Gerresheim für die Geschichte der Arbeitersportbewegung und an Klaus Allofs als einen ihrer erfolgreichsten Sportler.

## Statistik

### Länderspiele
- 29 während der Zeit beim 1. FC Köln
- 21 während der Zeit bei Fortuna Düsseldorf
- 6 während der Zeit bei Olympique Marseille

Gesamt: 56

### Bundesligaspiele
- 177 für den 1. FC Köln (88 Tore)
- 169 für Fortuna Düsseldorf (71 Tore)
- 078 für Werder Bremen (18 Tore)

### Spiele in der Division 1
- 53 für Olympique Marseille (20 Tore)
- 38 für Girondins Bordeaux (14 Tore)

## Laufbahn als Trainer und Geschäftsführer

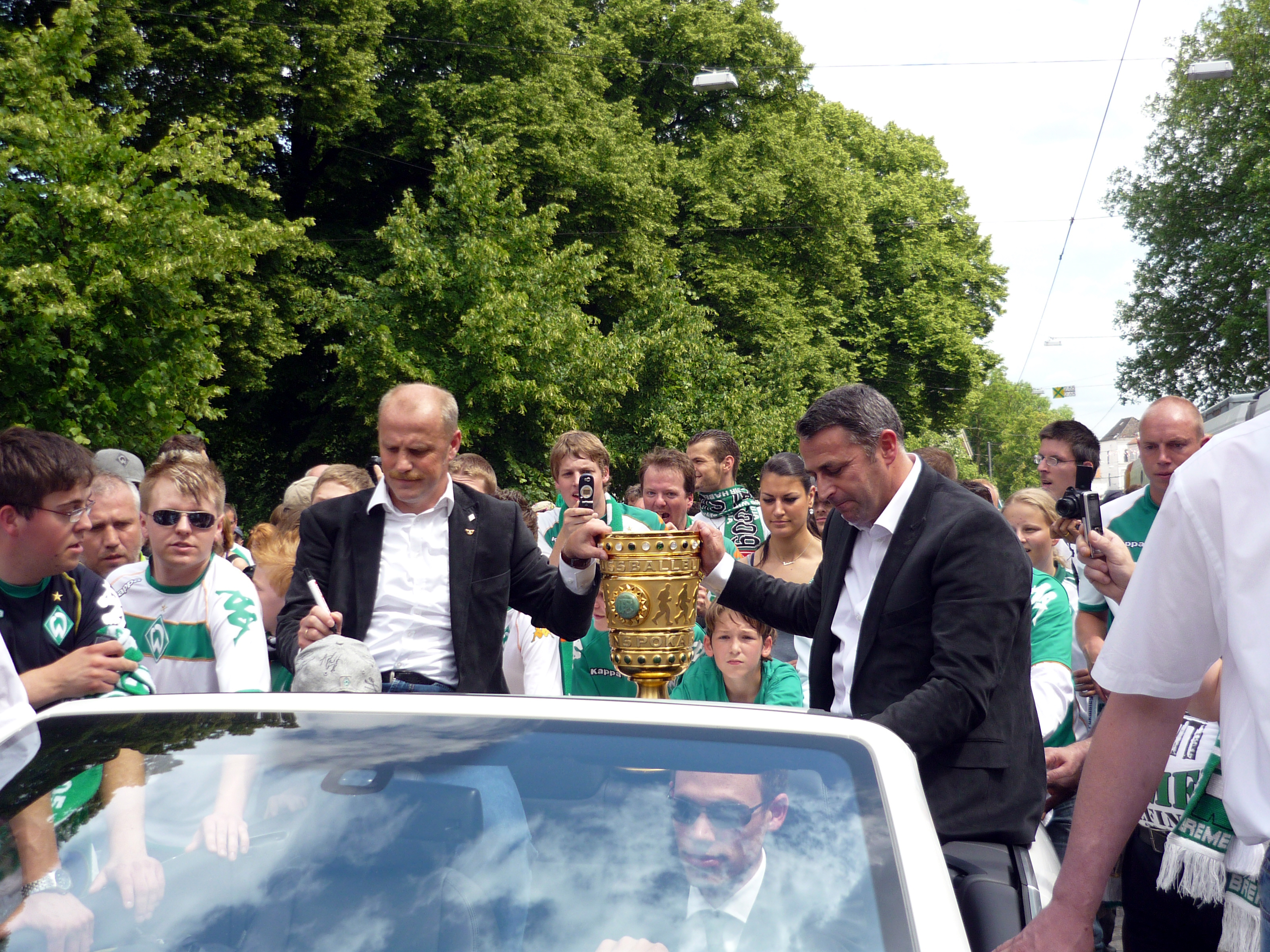
Allofs (r.) mit Thomas Schaaf nach dem Gewinn des DFB-Pokals 2009

Zur Saison 1998/99 verpflichtete der damalige Zweitligist Fortuna Düsseldorf Allofs als Trainer. Nach zehn sieglosen Spielen in Folge und auf dem letzten Tabellenplatz stehend beurlaubte ihn der Verein im April 1999. Im weiteren Saisonverlauf stieg die Fortuna in die Fußball-Regionalliga West/Südwest ab.
Im Oktober 1999 trat Allofs die Nachfolge von Willi Lemke als Vorstand Profifußball bei Werder Bremen an.
Mit der Ausgliederung der Profi-Fußballmannschaft aus dem Gesamtverein als Kapitalgesellschaft im Mai 2003 war er als Geschäftsführer in gleicher Funktion tätig. Nach dem Rücktritt des Vorsitzenden der Geschäftsführung, Jürgen L. Born, im März 2009 übernahm Allofs dessen Amt zusätzlich. Zusammen mit Trainer Thomas Schaaf, seinem ehemaligen Mannschaftskameraden, war er einer der Väter der Entwicklung des SV Werder zur Spitzenmannschaft in den 2000er Jahren. Als Manager konnte er mit dem SV Werder das Double (2004) und den DFB-Pokalsieg (2009) feiern. Außerdem qualifizierte sich der Club in diesen Jahren fünfmal in Folge für die UEFA Champions League; 2009 zog man ins UEFA-Pokal-Finale ein. Im folgenden Jahrzehnt konnten Allofs und Werder Bremen allerdings nicht mehr an diese Erfolge anknüpfen.
Sein bis 2016 laufender Vertrag mit Werder wurde am 14. November 2012 vorzeitig aufgelöst. Allofs wechselte mit sofortiger Wirkung zum VfL Wolfsburg und wurde dort neuer Geschäftsführer Sport.
Ende Dezember 2012 verpflichtete Allofs Dieter Hecking als neuen Cheftrainer des VfL Wolfsburg und trennte sich im Sommer 2013 von einigen Spielern, zum Beispiel Simon Kjær und Thomas Kahlenberg. In der Spielzeit 2013/14 belegte Allofs als Sportdirektor mit dem VfL Wolfsburg den fünften Platz und qualifizierte sich für die UEFA Europa League, in der man erst im Viertelfinale gegen den SSC Neapel ausschied. Zudem gewann er mit dem Verein in der Saison 2014/15 die Vizemeisterschaft und den DFB-Pokal. Durch die Vizemeisterschaft qualifizierte sich der VfL Wolfsburg für die Teilnahme an der UEFA Champions League, wo er im Viertelfinale knapp gegen Real Madrid ausschied (2:0/0:3). In der Liga belegte der VfL unter Allofs nur den achten Platz und verpasste somit die Teilnahme am internationalen Geschäft. Am 12. Dezember 2016 endete seine Zusammenarbeit mit dem VfL.
Im September 2020 gab Fortuna Düsseldorf bekannt, dass Klaus Allofs im Vorstand für „Fußball & Entwicklung, Kommunikation und CSR“ zuständig sein wird. Die Fortuna scheiterte in der Saison 2020/21 am sofortigen Wiederaufstieg in die Bundesliga. Daraufhin wurde der auslaufende Vertrag des Cheftrainers Uwe Rösler nicht verlängert und Christian Preußer als sein Nachfolger verpflichtet. Im Januar 2022 wurde der Sportvorstand Uwe Klein vom Aufsichtsrat freigestellt. Allofs wurden daraufhin die Ressorts „Sport und Kommunikation“ zugewiesen.
| Verein             | Amtsantritt   | Amtsaustritt  | Funktion                                                  |
| ------------------ | ------------- | ------------- | --------------------------------------------------------- |
| Werder Bremen      | 7. Okt. 1999  | 14. Nov. 2012 | Vorstand Profifußball                                     |
| Werder Bremen      | 13. März 2009 | 14. Nov. 2012 | Vorsitzender der Geschäftsführung                         |
| VfL Wolfsburg      | 15. Nov. 2012 | 12. Dez. 2016 | Geschäftsführer Sport                                     |
| Fortuna Düsseldorf | 28. Sep. 2020 | 11. Jan. 2022 | Vorstand für Fußball & Entwicklung, Kommunikation und CSR |
| Fortuna Düsseldorf | 12. Jan. 2022 |               | Vorstand für Sport & Kommunikation                        |

## Privates
Allofs ist gelernter Versicherungskaufmann.
1985 heiratete er seine damalige Freundin. Die beiden haben zwei Kinder. 2003 lernte er im Trainingslager in Belek Claudia Rehmann kennen, die als Pressesprecherin beim VfL Bochum arbeitete. Die beiden haben eine Tochter. 2010 starb Claudia Rehmann im Alter von 41 Jahren an Brustkrebs. Seitdem lebt Allofs wieder mit seiner Ehefrau Ute zusammen. Sie wohnen am Duisburger Innenhafen.

## Erfolge als Spieler

### Nationalmannschaft
- Europameister: 1980
- Vize-Weltmeister: 1986

### Verein
- Europapokal der Pokalsieger-Gewinner: 1992 (mit Werder Bremen)
- Europapokal der Pokalsieger-Finalist: 1979 (mit Fortuna Düsseldorf)
- Deutscher Meister: 1993 (mit Werder Bremen)
- DFB-Pokal-Sieger: 1979, 1980 (mit Fortuna Düsseldorf), 1983 (mit 1. FC Köln), 1991 (mit Werder Bremen)
- Französischer Meister: 1989 (mit Olympique Marseille)
- Französischer Pokalsieger: 1989 (mit Olympique Marseille)

### Individuell
- Bundesliga-Torschützenkönig 1979, 1985
- UEFA-Cup-Torschützenkönig 1986
- Torschützenkönig der Europameisterschaft 1980